# دانا مان
دانا مان هي كاياكيرة سلوفاكية، ولدت في 6 سبتمبر 1984 في براتيسلافا في سلوفاكيا.

## وصلات خارجية
- دانا مان على موقع الاتحاد الدولي للكانو (الإنجليزية)